# ریکاردو کاباناس
ریکاردو کاباناس (انگلیسی: Ricardo Cabanas؛ زادهٔ ۱۷ ژانویهٔ ۱۹۷۹) یک بازیکن فوتبال اهل سوئیس است که در پست هافبک بازی می‌کند.
وی همچنین در تیم ملی فوتبال سوئیس بازی کرده‌است.